# Gabriel Padrós Costa
Gabriel Padrós Costa (Reus, 28 de febrer de 1832 – Madrid, novembre de 1904), va ser un enginyer industrial català.
Fill i net de ferrers, treballà la forja en la seva joventut. Als vint anys es traslladà a Madrid, on va entrar a treballar en una foneria, i en el seu temps lliure estudiava ciències. Aviat va passar a oficial en el seu ofici, després a contramestre i a mestre, mentre estudiava a la Universitat de Madrid enginyeria industrial. Establí un pròsper negoci al Paseo de las Delícias de Madrid, de fosa de ferro i bronze i de construcció de maquinària industrial i material d'artilleria i d'obres públiques, que els seus fills continuarien. La seva ambició era el treball artístic, i va col·laborar amb diversos escultors en la realització de figures de bronze, especialment amb el també reusenc Joan Roig i Solé. Era adjudicatari de la subhasta de cartutxos d'artilleria del Polvorí de Sant Ferran a Palma quan una mala manipulació va fer esclatar el recinte militar el 1895. Va tornar a Madrid on va morir.